# Adam Kane
Adam Kane (* 23. Januar 1968 in Burbank, Kalifornien) ist ein US-amerikanischer Kameramann, Film- sowie Fernsehregisseur und Executive Producer.

## Leben
Adam Kane ist Absolvent der Tisch School of the Arts und des AFI Conservatory und wurde Ende der 1980er Jahre als Kameraassistent und später als Kameraoperateur tätig. Ab 1992 wurde er eigenständiger Kameramann. Seit 2008 ist er hauptsächlich als Regisseur und Executive Producer, überwiegend von Fernsehserien-Folgen, aktiv.

## Filmografie (Auswahl)

### Kameramann
- 1993: Psycho Cop II (Psycho Cop Returns)
- 1994: Julius Caesar Superstar (Hail Caesar)
- 1996: Eine tödliche Blondine (The Corporate Ladder)
- 1999: Der blutige Pfad Gottes (The Boondock Saints)
- 2000: Love & Sex
- 2001: Runaway Jane – Allein gegen alle (Jane Doe)
- 2001: Proximity – Außerhalb des Gesetzes (Proximity)
- 2005: Cool & Fool – Mein Partner mit der großen Schnauze (The Man)
- 2006: Skinwalkers
- 2007: The Champ (Resurrecting the Champ)
- 2009: Der blutige Pfad Gottes 2 (The Boondock Saints II: All Saints Day)

### Regisseur
- 2005: The Fix (Kurzfilm)
- 2009: Formosa Betrayed
- 2011–2013: Being Human (Fernsehserie, 8 Folgen)
- 2012–2014: Falling Skies (Fernsehserie, 3 Folgen)
- 2014: 24: Live Another Day (Fernsehserie, 2 Folgen)
- 2017: Star Trek: Discovery (Fernsehserie, eine Folge)
- 2019: Deadly Class (Fernsehserie, 4 Folgen)
- 2019–2020: Prodigal Son – Der Mörder in Dir (Prodigal Son, Fernsehserie, 5 Folgen)